# ママは二挺拳銃
『ママは二挺拳銃』（ママはにちょうけんじゅう、The Second Time Around）は1961年のアメリカ合衆国の映画。出演はデビー・レイノルズなど。

## ストーリー
1911年、夫を亡くしたルクレシアは、友人に仕事をあっせんしてもらうために、東部からアリゾナのチャーリービルに来る。
だが、友人は決闘で亡くなっており、彼女はアギーの牧場でカウガールとして働くこととなった。
カウボーイのパットや伊達男のダンがルクレシアに興味津々な中、彼女は悪徳保安官ジョンをやっつけたことで地元住民から一気に信頼をよせられ、次期保安官に推薦される。
選挙で落ちたジョンは仲間を連れて銀行を襲い、ルクレシアを誘拐するが、パットらによって救出される。
エピローグ、ルクレシアはダンと2人で、彼女の子どもたちを迎えに行く。

## キャスト
※括弧内は日本語吹替（初回放送1970年4月8日『映画招待席』）
- ルクレシア：デビー・レイノルズ（増山江威子）
- ダン・ジョーンズ：スティーブ・フォレスト
- パット・コリンズ：アンディ・グリフィス
- レナ・ミッチェル：ジュリエット・プラウズ
- アギー・ゲイツ：セルマ・リッター

## スタッフ
- 監督：ヴィンセント・シャーマン
- 製作：ジャック・カミングス
- 原作：リチャード・エメリー・ロバーツ
- 脚本：オスカー・ソウル、セシル・ダン・ハンセン
- 撮影：エリス・W・カーター
- 音楽：ジェラルド・フリード